# Njutånger
Njutånger är en tätort i Hudiksvalls kommun och kyrkbyn i Njutångers socken i östra Hälsinglands kustland. Njutånger ligger 12 kilometer söder om Hudiksvall, 42 kilometer norr om Söderhamn och 75 kilometer sydost om Ljusdal. Österut gränsar samhället till Bottenhavet via Njutångersfjärden. Närmaste större städer är Sundsvall (94 kilometer) åt norr och Gävle (123 kilometer) åt söder. Njutångers kyrka ligger här.

## Ortnamnet
(apud) ecclesiam Nyutanger, 1363. Att tätorten bär sockennamnet sammanhänger dels med läget inte långt från kyrkan, dels med tätortens framväxt kring de 1927 inrättade järnvägs- och poststationerna, vilka namngavs efter socknen. Sockennamnet har ursprungligen varit namn på Kyrkbyfjärden, en fjärd av Bottenhavet, och fungerade kanske som bygdenamn vid socknens tillkomst. 

### Etymologi
I förleden ingår genitiv *Niuto av fornsvenska. *Niuta, äldre namn på Nianån som mynnar i Kyrkbyfjärden. Detta forntida ånamn hör ihop med verbet njuta i dess äldsta betydelse 'fånga' (jämför verbet åtnjuta), här troligast med syftning på laxfångst vid en stor fors strax före åns utlopp. Efterleden är fornsvenska *anger '(havs)vik'.

## Befolkningsutveckling
| Befolkningsutvecklingen i Njutånger 1950–2020 | Befolkningsutvecklingen i Njutånger 1950–2020 | Befolkningsutvecklingen i Njutånger 1950–2020 | Befolkningsutvecklingen i Njutånger 1950–2020 | Befolkningsutvecklingen i Njutånger 1950–2020 |
| --------------------------------------------- | --------------------------------------------- | --------------------------------------------- | --------------------------------------------- | --------------------------------------------- |
|                                               |                                               |                                               |                                               |                                               |
| År                                            |                                               |                                               | Folkmängd                                     | Areal (ha)                                    |
| 1950                                          | 1950                                          |                                               | 773                                           |                                               |
| 1960                                          | 1960                                          |                                               | 856                                           |                                               |
| 1965                                          | 1965                                          |                                               | 834                                           |                                               |
| 1970                                          | 1970                                          |                                               | 848                                           |                                               |
| 1975                                          | 1975                                          |                                               | 805                                           |                                               |
| 1980                                          | 1980                                          |                                               | 959                                           |                                               |
| 1990                                          | 1990                                          |                                               | 960                                           | 178                                           |
| 1995                                          | 1995                                          |                                               | 930                                           | 179                                           |
| 2000                                          | 2000                                          |                                               | 891                                           | 179                                           |
| 2005                                          | 2005                                          |                                               | 879                                           | 179                                           |
| 2010                                          | 2010                                          |                                               | 885                                           | 179                                           |
| 2015                                          | 2015                                          |                                               | 849                                           | 170                                           |
| 2020                                          | 2020                                          |                                               | 828                                           | 165                                           |
|                                               |                                               |                                               |                                               |                                               |

## Kommunikationer
Ostkustbanan löper genom samhället i nord-sydlig riktning. Njutånger trafikeras dagligen med länstrafikbussar och många lastbilar. E4:an går förbi orten.

## Näringsliv
Den egna sysselsättningen, jordbruk och viss turism, är liten och folk arbetspendlar främst till Iggesund, Hudiksvall eller Söderhamn.

## Idrott
Njutångers IF som bildades 12 juli 1929 är aktiva inom fotboll, skidor och Innebandy. Njutångers IF herrlag i fotboll spelar för närvarande i division 6 (2021).[när?]

## Personer från orten
Sven O. Bergkvist, Bojan Westin, Mikael Samuelson samt Sven Gillsäter är födda i Njutånger.